# Чапаевский (Кемеровская область)
Чапа́евский — посёлок в Прокопьевском районе Кемеровской области. Входит в состав Терентьевского сельского поселения.

## География
Центральная часть населённого пункта расположена на высоте 280 м над уровнем моря.

## Население
| 2010 |
| ---- |
| 209  |

### Половой состав
По данным Всероссийской переписи населения 2010 года, в посёлке Чапаевский проживало 209 человек (107 мужчин, 102 женщины).